# Kalideres (Dżakarta Zachodnia)
Kalideres – dzielnica Dżakarty Zachodniej. 

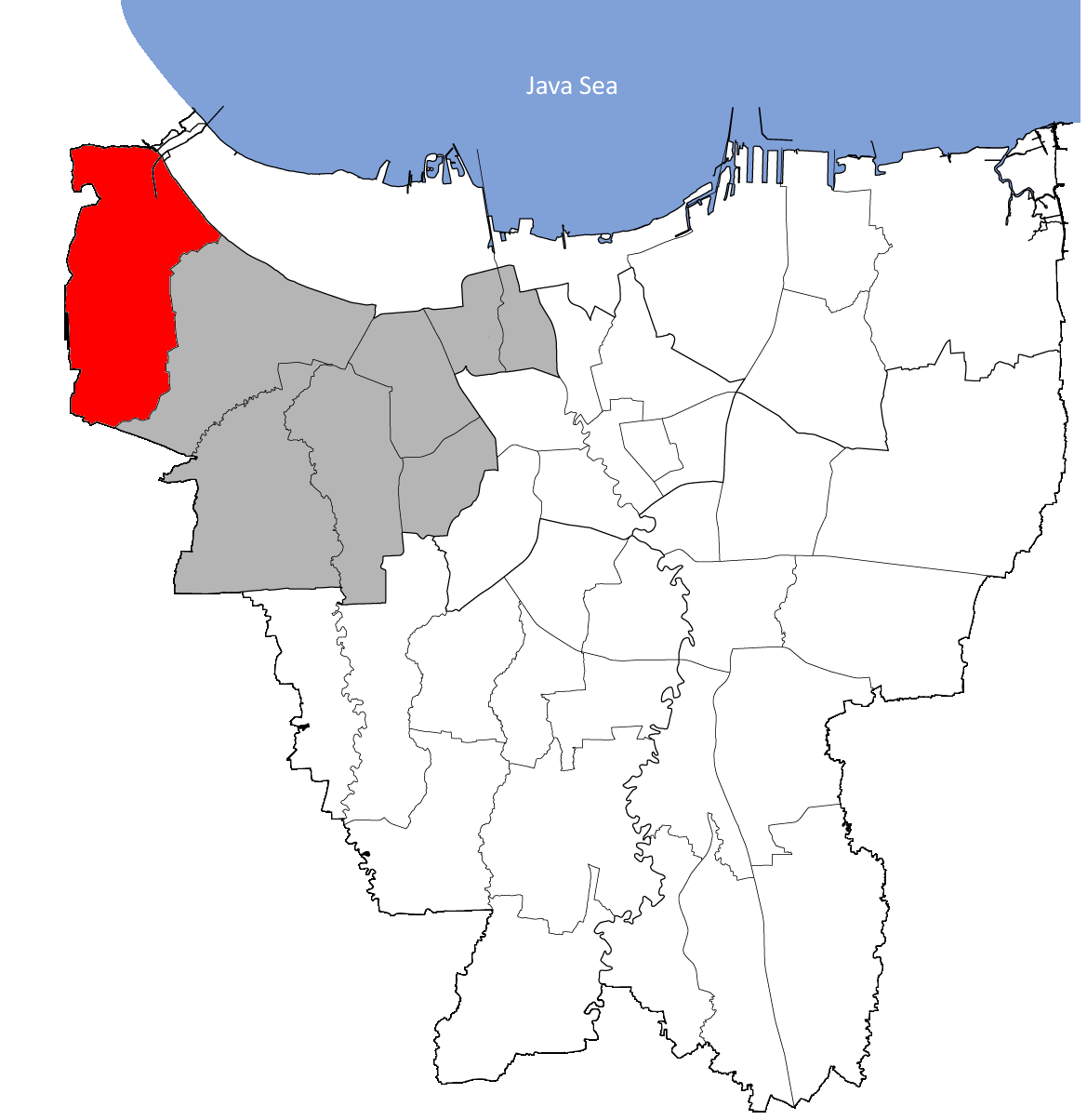
Kalideres na mapie Dżakarty

## Podział
W skład dzielnicy wchodzi pięć gmin (kelurahan):
- Kamal – kod pocztowy 11810
- Tegal Alur – kod pocztowy 11820
- Pegadungan – kod pocztowy 11830
- Kalideres – kod pocztowy 11840
- Semanan – kod pocztowy 11850